# Curt Stern
Curt Stern (30 août 1902 - 23 octobre 1981) est un généticien américain d'origine allemande.

## Biographie
Curt Jacob Stern est né dans une famille juive de la classe moyenne à Hambourg, en Allemagne, le 30 août 1902. Il est le premier fils de Earned S. Stern, né en 1862 en Angleterre, interné pendant la Première Guerre mondiale, et d'Anna Liebrecht (née en 1873). Son père C. Liebrecht est professeur à l'Israelitische Gemeindeschule Gliwice, un "Gymnasium" en Haute-Silésie, avec un doctorat en mathématiques et sciences naturelles à l'Université de Breslau. Son père vend des antiquités et des fournitures dentaires, et sa mère est institutrice. La famille déménage dans une banlieue de Berlin peu de temps après sa naissance. Enfant, il manifeste un vif intérêt pour la biologie et l'histoire naturelle. Il va à la "Hindenburgschule" à Berlin-Oberschoeweide. Soutenu par deux professeurs de lycée et ses parents, il décide d'étudier la zoologie. Il entre à l'Université de Berlin en 1920 à l'âge de 18 ans.
Stern mène ses études de doctorat à l'Institut Kaiser Wilhelm, est à une ou deux heures de trajet depuis son domicile. Il choisit le laboratoire de Max Hartmann, un protozoologue, pour étudier la reproduction d'un protozoaire de l'ordre des Héliozoaires. En 1923, après seulement 3 ans, il obtient un doctorat pour la description de sa mitose, la plus jeune personne à recevoir un doctorat de l'université à cette époque .
Stern lit et critique un article sur la base du croisement par Richard Goldschmidt, le directeur de 45 ans de l'Institut Kaiser Wilhelm pour la biologie. Six mois plus tard, Goldschmidt renvoie la critique à Stern sans commentaire, l'appelle dans son bureau et lui offre une bourse de troisième cycle financée par l'Université Rockefeller à l'Université Columbia, pour étudier la génétique dans le laboratoire de Thomas Hunt Morgan, le célèbre "Fly Room", du nom de la mouche des fruits Drosophila, objet de recherches génétiques pour Morgan.
Stern vit à New York de 1924 à 1926. En 1926, son tout premier article écrit en anglais est publié dans les prestigieux Actes de l'Académie nationale des sciences. Après sa bourse, Stern retourne à son alma mater, l'Université de Berlin, où il reste pendant six années très productives de 1926 à 1932 en tant qu'enquêteur jusqu'à ce qu'il devienne professeur en 1928. Il y écrit les deux premiers de ses 5 livres (Multiple Allelie, Handbuch der Vererbungswissenschaften, I . 147 pp. Berlin : Gebr. Borntraeger, 1930. et Faktorenkoppelung und Faktorenaustausch, 1933) et 35 articles. La plupart des articles concernent la génétique de la drosophile, mais deux font allusion à des domaines qu'il abordera beaucoup plus tard : un article de 1928 approfondit le sujet de la génétique humaine  et un autre de 1929 porte sur les effets mutagènes des radiations.
Le 29 octobre 1931, Curt Stern épouse Evelyn Sommerfield, une citoyenne américaine, qu'il a rencontrée en 1925 à l'Université de Columbia. En 1932, il retourne aux États-Unis pour une bourse d'un an de la Fondation Rockefeller, passée au California Institute of Technology. Il est en compagnie des généticiens Thomas Hunt Morgan, Alfred Sturtevant, Theodosius Dobjansky, Calvin Bridges, Rollins Emerson, Cyril Darlington, Berwind P. Kaufmann, le généticien de la drosophile Jack Schultz et le généticien des levures Carl C. Lindegren. L'année 1933 marque à la fois l'année de sa dernière publication en allemand pour les 22 années à venir, celle de l'arrivée au pouvoir d'Hitler et celle de la décision de Curt et Evelyn de vivre aux États-Unis. Evelyn était retournée en Allemagne pour enquêter en personne sur la possibilité ou non pour lui de retourner en Allemagne, en demandant conseil à ses collègues universitaires. La décision est forcée par Hitler promulguant un paragraphe aryen en avril 1933 limitant le service public aux Aryens.
Après un poste temporaire à la Case Western Reserve University en 1933, il accepte un poste d'associé de recherche à l'Université de Rochester la même année, où il gravit les échelons pour devenir professeur adjoint en 1937, puis professeur associé de 1937 à 1941. Il devient citoyen américain en 1939. Curt et Evelyn ont trois filles : Hildegard (1935), Holly Elizabeth (1938) et Barbara Ellen. Stern amène ses parents vivre avec sa famille dans une banlieue de Rochester, Brighton, comté de Monroe, New York. En 1941, Stern devient professeur titulaire. De 1941 à 1947, il est président du Département de zoologie et président de la Division des sciences biologiques.
Après 11 ans dans l'État de New York, il part pour Berkeley en 1947, à 45 ans, pour suivre les traces de son mentor Richard Golschmidt à l'Université de Californie à Berkeley où il a de nombreux doctorants jusqu'à sa retraite en 1970.
Stern est élu à la Société américaine de philosophie en 1954.
Curt Stern est diagnostiqué avec la maladie de Parkinson en 1970. Son dernier discours public remonte à 1973. En l'espace de 4 ans, ses capacités intellectuelles ont tellement décliné qu'il ne parle plus en public. Il est décédé des complications de la maladie de Parkinson, c'est-à-dire d'une insuffisance cardiaque, le 23 octobre 1981 à Sacramento, en Californie, à l'âge de 79 ans.

## Carrière
En 1931, Stern est le premier à démontrer le croisement de chromosomes homologues chez Drosophila melanogaster, quelques semaines seulement après que Barbara McClintock et Harriet Creighton l'aient fait chez le maïs.
En 1936, il démontre que la recombinaison peut également avoir lieu dans la mitose résultant en des mosaïques somatiques, des organismes qui contiennent deux ou plusieurs types de tissus génétiquement distincts. Plus tard, il démontre qu'il y a plusieurs gènes sur le chromosome Y de la drosophile et décrit le mécanisme de compensation de la dose.
Après le début de la Seconde Guerre mondiale, Stern entre pleinement dans le domaine de la génétique humaine, supervisant son premier séminaire d'étudiants diplômés en 1939. Le séminaire de Stern est une réponse à l'idée eugénique d'hygiène raciale, si répandue en Europe et aux États-Unis à cette époque, qui lui a rendu impossible de continuer à vivre en Allemagne.
Pendant la Seconde Guerre mondiale, il mène des recherches pour le gouvernement américain sur la sécurité des rayonnements à faible dose, en s'appuyant sur les travaux qu'il a commencés à Berlin. Son groupe de laboratoire conclut qu'il n'y a pas de seuil "sûr" en dessous duquel le rayonnement n'est pas nocif.

## Refondation de la génétique humaine
Après la guerre, ses recherches se concentrent sur la génétique humaine, pionnière dans ce que l'on appelle aujourd'hui la régulation des gènes. Bien qu'il ne soit pas médecin, il s'engage dans des travaux cliniques en génétique humaine. En 1943, il commence à enseigner un cours de génétique humaine aux étudiants en médecine de l'Université de Rochester. La première édition du manuel pionnier de Stern, The Principles of Human Genetics, est publiée en 1949, ce qu'il dit dans une esquisse autobiographique de 1974 qu'il a écrite pour répondre aux besoins des étudiants prémédicaux. Son enseignement et son manuel contribuent à refonder la génétique humaine sur une base non raciste, en contraste frappant avec les traditions allemandes et américaines d'avant-guerre en la matière. Stern est signataire de la déclaration de l'UNESCO de 1950 The Race Question, une déclaration d'éminents scientifiques dans de nombreux domaines, qui remet en question la validité et les fondements scientifiques des théories raciales et de l'eugénisme.
Notamment, Stern fait l'effort de traduire son manuel de génétique humaine en allemand, qui devient la première publication dans sa langue maternelle après une interruption de 22 ans de silence, et est publié en 1955. Seuls deux autres articles publiés dans des revues en langue allemande suivent, en plus des centaines en anglais. Il continue à lire des livres scientifiques allemands, puisqu'il les recensent pour Science par exemple.
Le prix Curt Stern, créé par l'American Society of Human Genetics en 2001, récompense un scientifique qui a réalisé des réalisations scientifiques majeures en génétique humaine au cours des 10 dernières années.